# 天白町 (岡崎市)
天白町（てんぱくちょう）は、愛知県岡崎市本庁地区の町名。丁番を持たない単独町名であるが、小字が設置されている。

## 地理
岡崎市中心部、本庁地区では南東に位置する。

### 小字
| - 字池田（いけだ） - 字川成（かわなり） - 字河原（かわはら） - 字郷西（ごうにし） - 字清水（しみず） | - 字千田（せんだ） - 字流レ（ながれ） - 字西池（にしいけ） - 字東池（ひがしいけ） - 字吉原（よしはら） |

## 世帯数と人口
2019年（令和元年）5月1日現在の世帯数と人口は以下の通りである。
| 町丁   | 世帯数  | 人口    |
| ------ | ------- | ------- |
| 天白町 | 595世帯 | 1,380人 |

### 人口の変遷
国勢調査による人口の推移
| 1995年（平成7年）  | 980人   | [ 5 ] |  |
| 2000年（平成12年） | 1,238人 | [ 6 ] |  |
| 2005年（平成17年） | 1,433人 | [ 7 ] |  |
| 2010年（平成22年） | 1,353人 | [ 8 ] |  |
| 2015年（平成27年） | 1,388人 | [ 9 ] |  |

## 小・中学校の学区
市立小・中学校に通う場合、学区は以下の通りとなる。
| 番・番地等 | 小学校             | 中学校           | 高等学校普通科 |
| ---------- | ------------------ | ---------------- | -------------- |
| 全域       | 岡崎市立城南小学校 | 岡崎市立南中学校 | 三河学区       |

## 歴史
額田郡福島新田村を前身とする。

### 町名の由来
当地に天白神が祀られていたことにちなんで命名された。旧地名の福島新田は、岡崎藩主水野忠春が岡崎城下板屋町南部の福島の住民を、組屋敷拡張のため当地に住まわせたことによる。

### 沿革
- 1889年（明治22年）10月1日 - 町村制施行・合併に伴い、額田郡三島村大字天白に改称[13]。
- 1906年（明治39年）5月1日 - 岡崎町へ編入し、同町大字天白となる[14]。
- 1916年（大正5年）7月1日 - 市制施行に伴い、岡崎市大字天白となる[14]。
- 1917年（大正6年）7月1日 - 天白町に改称[14]。
- 1980年（昭和55年）3月18日 - 一部が六名南一～二丁目となる[14][15]。

## 交通

### 道路
- 愛知県道48号岡崎刈谷線（竜南メーンロード）
- 愛知県道293号桜井岡崎線（六名通り）

### 鉄道
- 愛知環状鉄道（愛知環状鉄道線）
  - 通過するのみである。

## 施設

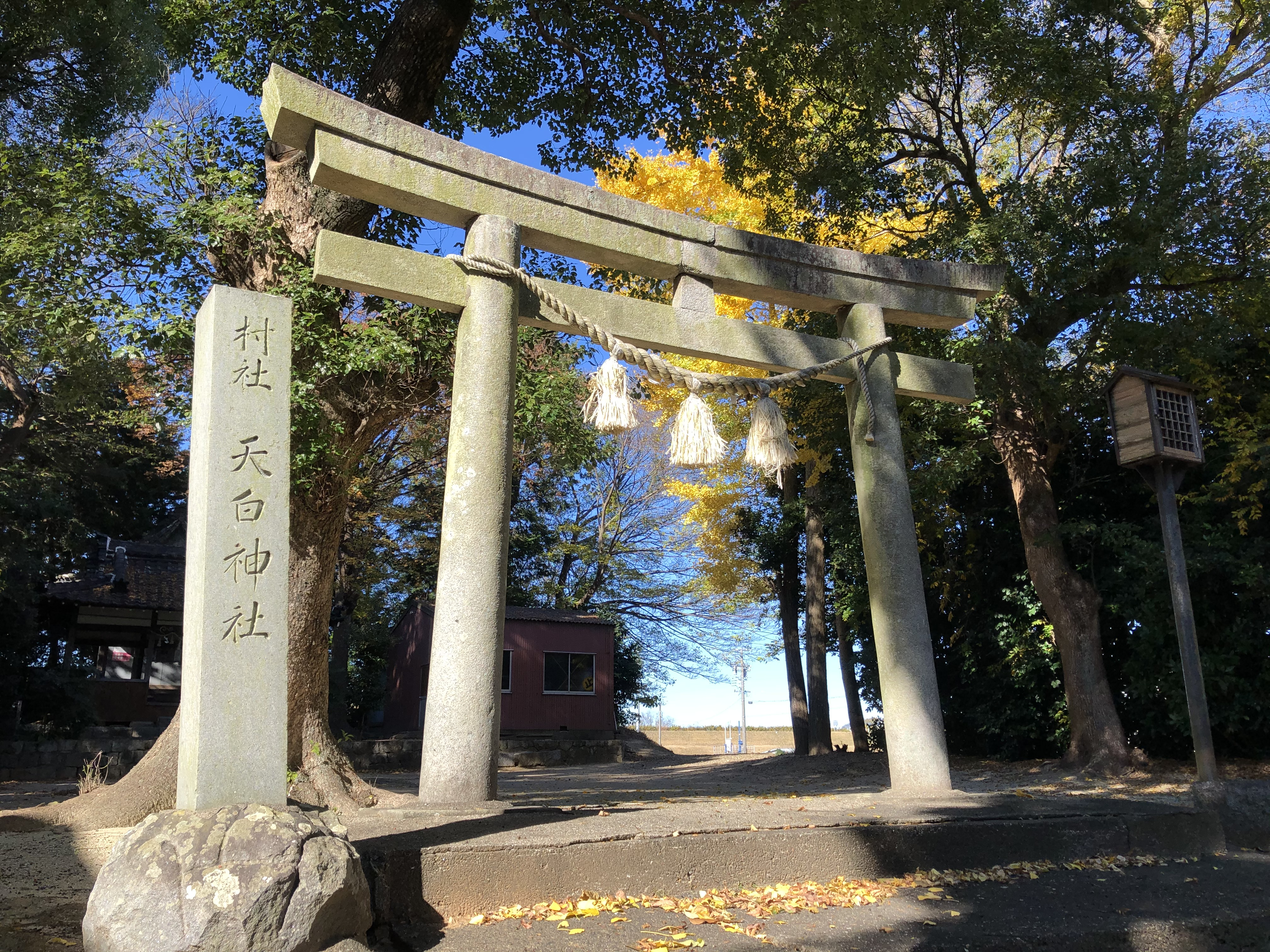
天白神社

- 天白町公民館
- 朝日工業
- 丸八岡崎青果地方卸売市場
- スシロー岡崎上和田店
- あみやき亭岡崎店
- ガスト岡崎店
- しゃぶ葉岡崎上和田店
- コメダ珈琲店岡崎上和田店
- スギドラッグ岡崎上和田店
- サンドラッグ岡崎上和田店
- メルセデス・ベンツ岡崎
- 理容プラージュ岡崎上和田店
- 第10号渡橋河川緑地
- 天白神社
- 慈雲寺
- 天理教愛六分協会

## その他

### 日本郵便
- 郵便番号 : 444-0844[3]（集配局：岡崎郵便局[16]）。

## 参考資料
- 「角川日本地名大辞典」編纂委員会 編『角川日本地名大辞典 23 愛知県』角川書店、1989年3月8日。ISBN 4-04-001230-5。
- 有限会社平凡社地方資料センター 編『日本歴史地名体系第23巻 愛知県の地名』平凡社、1981年。ISBN 4-582-49023-9。
- 新編岡崎市史編さん委員会 編『新編岡崎市史 総集編 20』1993年。